# 六道の辻

六道の辻は、上図の北目町通が東北本線と交差する辺りにあった。

六道の辻（ろくどうのつじ、りくどうのつじ）は、江戸時代に仙台城の城下町にあった変則六叉路（実質五叉路）である。六道辻とも書いた。城下町の南北道路の傾きの異なりによってできた交差点である。場所は、現在の宮城県仙台市青葉区、宮城野区、若林区の3区の区境が集まる中央4丁目交差点から北目町ガード付近に当たる（北緯38度15分25.2秒 東経140度52分55.2秒 / 北緯38.257000度 東経140.882000度）。後に、鉄道の建設と道路の整備によって、五叉路は消失した。

## 名称の由来
仙台藩の古い地誌『仙台鹿の子』において六道の辻が言及されている。これによれば、六方六筋の道が交わるので六道の辻、あるいは来世への六道を表し仏を建てるゆえに六道の辻であるという。絵図においては、1833年（天保4年）の「御城下町割絵図」に六道の辻の名を見ることができる。

## 歴史
江戸時代初めの仙台城の城下町の建設において、南北道路およびその町として東一番丁、東二番丁、東三番丁、東四番丁、東五番丁がつくられていった。1627年（寛永4年）から、伊達政宗の隠居所となる若林城とその城下町の建設が仙台城下町の南東で始まり、同時に仙台の城下町が拡張された。東六番丁から東九番丁はこの時に成立したと考えられている。これらの道路のうち、東五番丁と東六番丁が六道の辻に関わっている。
北西から南東に傾いていた東五番丁に対して、東六番丁以降の道路は北東から南西方向の傾きを持ってつくられた。この南北軸に対する傾きの違いから、東五番丁と東六番丁の南端が仙台城下町南東部において収束し、ここに東西道路が交差して変則五叉路となった。この東西道路は北目町通であり、南北道路のうち辻の北側が東六番丁、辻の南側が清水小路だった。これらが形成する十字路の西側で、北西から東五番丁が北目町通に接続して、変則五叉路を形作った。ただし、清水小路には道の中央に四ツ谷用水の支流の水路1本が流れていたため、1つの道ながら2筋の道のようにも見える状態だった。六方六筋の道が分かれる六道の辻とは、このような道筋によるものと解釈されている。
1887年（明治20年）に、東北本線の前身に当たる日本鉄道が宮城県まで延びると、仙台駅が東六番丁に置かれた。六道の辻は駅の敷地に取り込まれ、さらに道路の改修によって六道の辻はなくなった。それまで六道の辻にあったという六地蔵は東九番丁の龍泉院（北緯38度15分23.3秒 東経140度53分13.5秒 / 北緯38.256472度 東経140.887083度）に移された。
現在、東五番丁と清水小路が1本の道として愛宕上杉通となっている。愛宕上杉通と北目町通とがつくる十字路は中央4丁目交差点と呼ばれている。